# سباق 100 متر رجال في الألعاب الأولمبية الصيفية 1896
سباق 100 متر للرجال في دورة الألعاب الأولمبية الصيفية 1896 (بالإنجليزية: Athletics at the 1896 Summer Olympics – Men's 100 metres)‏ هو أول حدث جري في الألعاب الأولمبية الحديثة في 6 أبريل 1896. كان أقصر سباق على ألعاب القوى في برنامج الألعاب الأولمبية الصيفية لعام 1896. تم إدخال 21 رياضيا في الجولة الأولى ، مقسمة إلى ثلاث درجات من سبعة عداءين ، ولكن ستة منهم انسحبوا في وقت لاحق. تقدم أفضل لاعبين رياضيين في كل مباراة إلى النهائي الذي أقيم في 10 أبريل. أصبح أول شخص يفوز بميداليات ذهبية في 100 متر في العصر الأولمبي الحديث.

## أرقام قياسية
كان هذا الرقم القياسي العالمي (بالثواني) قبل الألعاب الأولمبية الصيفية 1896.
| التصنيف               | الرقم | العداء      | المكان                         | التاريخ        |
| --------------------- | ----- | ----------- | ------------------------------ | -------------- |
| الرقم القياسي العالمي | 10.8  | لوثر كاري   | باريس (فرنسا)                  | 04 يوليو 1891  |
| الرقم القياسي العالمي | 10.8  | سيسيل لي    | إقليم بروكسل العاصمة (بلجيكا)  | 25 سبتمبر 1892 |
| الرقم القياسي العالمي | 10.8  | إتيان دي ري | إقليم بروكسل العاصمة (بلجيكا)  | 04 أغسطس 1893  |
| الرقم القياسي العالمي | 10.8  | أل. أتشيرلي | فرانكفورت (القيصرية الألمانية) | 13 أبريل 1895  |
| الرقم القياسي العالمي | 10.8  | هاري بيتون  | روتردام (هولندا)               | 28 أغسطس 1895  |

1. ↑  غير رسمي

في المرحلة الأولى من المباراة ، سجل فرانسيس لين الرقم القياسي الأول في الألعاب الأولمبية وهو 12.2 ثانية ، مقيدًا في الجولة الثانية من تأليف توماس كورتيس. توماس بورك ثم ركض 11.8 ثانية ، والتي ظلت بمثابة الرقم القياسي الأولمبي حتى 1900 دورة الألعاب الاولمبية.

## نتائج

### الجولات التمهيدية
أقيمت الجولة الأولى من التصفيات قي يوم 6 أبريل 1896. كانت التصفيات الأولى لسباق 100 متر أول منافسة أقيمت في الألعاب. فاز فرانسيس لين بالتصفيات الأولى ، وبذلك أصبح أول فائز في سباق أولمبي حديث. كل التصفيات الأولية فاز بها رياضيين من الولايات المتحدة.

#### تصفيات المجموعة الأولى
| مرتبة | اسم           | الجنسية          | الوقت     | ملاحظات |
| ----- | ------------- | ---------------- | --------- | ------- |
| 1     | فرنسيس لين    | الولايات المتحدة | 12.2      | Q       |
| 2     | ألايوس سوكولي | المجر            | 12.8      | Q       |
| 3     | تشارلز جميلين | بريطانيا العظمى  | 12.9      |         |
| 4     | ألفونس جريسيل | فرنسا            | غير معروف |         |
| 5     | كورت دوري     | ألمانيا          | غير معروف |         |

#### تصفيات المجموعة الثانية
| مرتبة | اسم                       | الجنسية          | الوقت     | ملاحظات |
| ----- | ------------------------- | ---------------- | --------- | ------- |
| 1     | توماس كورتيس              | الولايات المتحدة | 12.2      | Q       |
| 2     | ألكساندروس تشالكوكونديليس | اليونان          | 12.8      | Q       |
| 3     | نسيستون إليوت             | بريطانيا العظمى  | 12.9      |         |
| 4     | يوجين شميت                | الدنمارك         | غير معروف |         |
| 5     | جورج مارشال               | بريطانيا العظمى  | غير معروف |         |

#### تصفيات المجموعة الثالثة
اشتهر كل من بورك وهوفمان بمسابقات المسافات المتوسطة بدلاً من الركض، أصبح وقت بيرك 11.8 ثانية الرقم القياسي الأولمبي. ليس من الواضح أي رياضي حصل على المركز بين النهائيات الرابعة والخامسة.
| مرتبة | اسم                | الجنسية          | الوقت     | ملاحظات |
| ----- | ------------------ | ---------------- | --------- | ------- |
| 1     | توماس بيرك         | الولايات المتحدة | 11.8      | Q       |
| 2     | فريتز هوفمان       | ألمانيا          | 12.6      | Q       |
| 3     | فريدريش تارون      | ألمانيا          | 13.5      |         |
| 4–5   | جيورجيوس جينيماتاس | اليونان          | غير معروف |         |
| 4–5   | هنريك سوبيرغ       | السويد           | غير معروف |         |

### النهائي
شارك في نهائي سباق 100 متر في دورة الألعاب الأولمبية الصيفية 1896 في 10 أبريل 1896 ، بمشاركة ستة متسابقين احتلوا المركزين الأول والثاني من تصفياتهما الأولية. انسحب توماس كورتيس لإنقاذ نفسه 110 متر حواجز ، الذي كان السباق التالي على البرنامج والذي فاز به. فاز بورك على رفيقه من التصفيات الثالثة ، هوفمان ، بمترين. فيما حل المتسابقة مات لين وزوكولي في المركز الثالث ، حيث خلفهما تشالكوكونديليس بقدر ست بوصات. يعتبر كلا من لين وسزوكولي قائمتين الميدالية البرونزية من قبل اللجنة الأولمبية الدولية.
| مرتبة  | اسم                       | الجنسية          | الوقت |
| ------ | ------------------------- | ---------------- | ----- |
| الأول  | توماس بيرك                | الولايات المتحدة | 12.0  |
| الثاني | فريتز هوفمان              | ألمانيا          | 12.2  |
| الثالث | فرنسيس لين                | الولايات المتحدة | 12.6  |
| الثالث | ألايوس سوكولي             | المجر            | 12.6  |
| 5      | ألكساندروس تشالكوكونديليس | اليونان          | 12.6  |
| –      | توماس كورتيس              | الولايات المتحدة | DNS   |